# Gonomyia percomplexa
Gonomyia percomplexa là một loài ruồi trong họ Limoniidae. Chúng phân bố ở miền Tân bắc.